# Gelsenkirchen-Altstadt
Gelsenkirchen-Altstadt ist hauptsächlich der die Innenstadt von Gelsenkirchen in Nordrhein-Westfalen umfassende Stadtteil, welcher nördlich der Köln-Mindener-Eisenbahnstrecke liegt und den südlichen Schwerpunkt der Stadt im Ruhrgebiet bildet. Eine (historische) Altstadt gibt es jedoch kaum mehr. Das nördliche Zentrum von Gelsenkirchen ist dagegen der Ortsteil Buer als Kern der ehemaligen Stadt Buer, die bis 1928 ein eigenständiger Stadtkreis gewesen war.  
Die Altstadt hat eine Fläche von 1,574 km².
Die evangelische Altstadtkirche ist nach dem Ortsteil benannt, da sie sonst keinen anderen Namen trägt. In deren Nähe liegt die Propsteikirche St. Augustinus, die katholische Hauptkirche von Gelsenkirchen.

## Bevölkerung
Zum 31. Dezember 2023 lebten 10.566 Einwohner in Gelsenkirchen-Altstadt.
- Anteil der weiblichen Bevölkerung: 49,7 % (Gelsenkirchener Durchschnitt: 50,5 %)[2]
- Anteil der männlichen Bevölkerung: 50,3 % (Gelsenkirchener Durchschnitt: 49,5 %)[3]
- Ausländeranteil: 44,0 % (Gelsenkirchener Durchschnitt: 26,0 %)[4]